# Konbini Kareshi
Konbini Kareshi (コンビニカレシ, litt. Petit-ami au konbini), est un projet multimédia japonais développé par le magazine de Kadokawa, B's Log Comic, avec la collaboration de Lawson. Le projet a débuté en 2015 et a déjà publié des mooks avec des dramas CD. L'histoire tourne autour d'un groupe d'étudiants qui s'arrêtent toujours dans un konbini en rentrant de l'école.
Une adaptation en série télévisée d'animation produite par Studio Pierrot a été diffusée entre le 6 juillet et le 28 septembre 2017 sur TBS.

## Intrigue
La série raconte l'histoire de plusieurs garçons tombant amoureux et suit chaque élève dans leur parcours tous les jours en explorant leurs sentiments et leurs émotions jusqu'au moment où ils l'avouent à leurs élues.

## Personnages

### Protagonistes
Haruki Mishima (三島 春来, Mishima Haruki)
Voix japonaise : Takuma Terashima
Haruki est un lycéen de première année et un membre du club de natation. À la maternelle, une fille lui a lu un conte de fées et lui a donné ce livre. Il a découvert plus tard que la fille s'appelle Miharu Mashiki, il est amoureux d'elle depuis. Il se réunit avec Miharu au konbini près de leur lycée.
Towa Honda (本田 塔羽, Honda Towa)
Voix japonaise : Kenichi Suzumura
Un ami décontracté d'Haruki, Towa est également un lycéen de première année qui a rejoint le club de terrain, il passe assez souvent la nuit chez Haruki. Il s'intéresse à leur déléguée de classe, Mami Mihashi, et découvre qu'elle aime les choses mignonnes et les mangas shōjo.
Mikado Nakajima (中島 帝, Nakajima Mikado)
Voix japonaise : Shinnosuke Tachibana
Nasa Sanagi (佐名木 凪瑳, Sanagi Nasa)
Voix japonaise : Yūki Kaji
Natsu Asumi (明日 海夏, Asumi Natsu)
Voix japonaise : Hiroshi Kamiya
Masamune Sakurakouji (櫻小路 正宗, Sakurakōji Masamune)
Voix japonaise : Takahiro Sakurai

### Héroïnes
Miharu Mashiki (真四季 みはる, Mashiki Miharu)
Voix japonaise : Sayaka Kanda
Mami Mihashi (三橋 真珠, Mihashi Mami)
Voix japonaise : Rie Kugimiya
La déléguée de la classe de Towa. Elle aime les choses mignonnes et lire des shōjo, mais elle le garde comme un secret car elle pense que cela ne lui convient pas.
Waka Kisaki (木崎 和架, Kisaki Waka)
Voix japonaise : Yukari Tamura
Nozomi Itokawa (糸川 希未, Itokawa Nozomi)
Voix japonaise : Ami Koshimizu
Aki Asukai (飛鳥井 愛姫, Asukai Aki)
Voix japonaise : Yui Horie
Kokona Minowa (弥後環 九, Minowa Kokona)
Voix japonaise : Miyuki Sawashiro

## Productions et supports

### Mooks
Les mooks sont distribués avec des dramas CD.

#### Liste des volumes
| no | Japonais                                                                                                   | Japonais         | Japonais          |
| no | Titre | Date de sortie   | ISBN              |
| -- | --- | ---------------- | ----------------- |
| 1  | Konbini Kareshi - START UP!! (コンビニカレシ START UP!!)                                                   | 2 avril 2015     | 978-4-0473-0459-8 |
| 2  | Konbini Kareshi - Mishima Haruki to Honda Tōwa no baai (コンビニカレシ 三島春来と本田塔羽の場合)           | 20 octobre 2015  | 978-4-0473-3059-7 |
| 3  | Konbini Kareshi - Nakajima Mikado to Sakurakōji Masamune no baai (コンビニカレシ 中島帝と櫻小路正宗の場合) | 18 décembre 2015 | 978-4-0473-3060-3 |
| 4  | Konbini Kareshi - Asumi Natsu to Sanagi Nasa no baai (コンビニカレシ 明日海夏と佐名木凪瑳の場合)           | 26 février 2016  | 978-4-0473-3061-0 |

### Anime
Une adaptation en série télévisée anime a été annoncée le 19 avril 2017 via le compte Twitter officiel du projet et a été diffusée pour la première fois sur TBS entre le 6 juillet et le 28 septembre 2017 et également sur d'autres chaînes. L'anime est réalisé par Hayato Date au Studio Pierrot. Satomi Ishikawa a adapté les chara-designs de personnage de Makoto Senzaki en animation. Sayaka Harada est responsable de la composition en série. L'opening intitulé Stand Up Now (litt. Lève-toi maintenant) est interprété par Cellchrome tandis que l'ending intitulé Milestone (マイルストーン, Mairusuton) est interprété par ORANGE POST REASON. En plus de TBS, la série est diffusée sur BS-TBS et CS-TBS Channel 1. Crunchyroll diffuse l'anime en simulcast dans le monde entier, excepté en Asie.

#### Liste des épisodes
| No | Titre français                       | Titre japonais | Titre japonais | Date de 1re diffusion |
| No | Titre français                       | Kanji          | Rōmaji         | Date de 1re diffusion |
| -- | ------------------------------------ | -------------- | -------------- | --------------------- |
| 1  | Quatrième mois du calendrier lunaire | 卯月           | Uzuki          | 6 juillet 2017        |
| 2  | Cinquième mois du calendrier lunaire | 皐月           | Satsuki        | 13 juillet 2017       |
| 3  | Sixième mois du calendrier lunaire   | 水無月         | Minazuki       | 20 juillet 2017       |
| 4  | Septième mois du calendrier lunaire  | 文月           | Fumizuki       | 27 juillet 2017       |
| 5  | Huitième mois du calendrier lunaire  | 葉月           | Hazuki         | 3 août 2017           |
| 6  | Neuvième mois du calendrier lunaire  | 長月           | Nagatsuki      | 17 août 2017          |
| 7  | Dixième mois du calendrier lunaire   | 神無月         | Kaminazuki     | 24 août 2017          |
| 8  | Onzième mois du calendrier lunaire   | 霜月           | Shimotsuki     | 31 août 2017          |
| 9  | Douzième mois du calendrier lunaire  | 師走           | Shiwasu        | 7 septembre 2017      |
| 10 | Premier mois du calendrier lunaire   | 睦月           | Mutsuki        | 14 septembre 2017     |
| 11 | Deuxième mois du calendrier lunaire  | 如月           | Kisaragi       | 21 septembre 2017     |
| 12 | Troisième mois du calendrier lunaire | 弥生           | Yayoi          | 28 septembre 2017     |

### Sources
1. ↑  (en) « Konbini Kareshi TV Anime's Story Revealed (Updated) », sur Anime News Network, 20 avril 2017 (consulté le 28 juillet 2017)
2. ↑  (ja) « ローソン×KADOKAWAによる『コンビニカレシ』がまさかのTVアニメ化決定　出演：立花慎之介、梶 裕貴、神谷浩史 他 », sur blog.esuteru.com (consulté le 28 juillet 2017)
3. 1 2 3  (en) « Konbini Kareshi Mixed-Media Project Gets TV Anime », sur Anime News Network, 19 avril 2017 (consulté le 28 juillet 2017)
4. 1 2 3 4 5 6 7 8 9 10 11 12  (en) « Konbini Kareshi TV Anime Reveals Cast », sur Anime News Network, 28 avril 2017 (consulté le 28 juillet 2017)
5. 1 2  (en) « Konbini Kareshi Anime's Theme Song Artists Revealed », sur Anime News Network, 6 juillet 2017 (consulté le 28 juillet 2017)
6. ↑  « ANNONCE : Konbini Kareshi en simulcast sur Crunchyroll », sur Crunchyroll, 6 juin 2017 (consulté le 28 juillet 2017)

### Light novel
1. ↑  (ja) « コンビニカレシ START UP!! », sur Enterbrain (consulté le 28 juillet 2017)
2. ↑  (ja) « コンビニカレシ 三島春来と本田塔羽の場合 », sur Enterbrain (consulté le 28 juillet 2017)
3. ↑  (ja) « コンビニカレシ 中島帝と櫻小路正宗の場合 », sur Enterbrain (consulté le 28 juillet 2017)
4. ↑  (ja) « コンビニカレシ 明日海夏と佐名木凪瑳の場合 », sur Enterbrain (consulté le 28 juillet 2017)